# Септемврійці (Добрицька область)
Септемврі́йці (болг. Септемврийци) — село в Добрицькій області Болгарії. Входить до складу общини Каварна.

## Населення
За даними перепису населення 2011 року у селі проживали 439 осіб.
Національний склад населення села:
| Національність   | Кількість осіб | Відсоток |
| ---------------- | -------------- | -------- |
| болгари          | 149            | 34,5%    |
| турки            | 43             | 10,0%    |
| не визначились   | 232            | 53,7%    |
| Всього відповіли | 432            |          |

Розподіл населення за віком у 2011 році:
Динаміка населення: